# Ramos Cubilete
Ramos Cubilete är en ort i Mexiko.   Den ligger i kommunen Huitiupán och delstaten Chiapas, i den sydöstra delen av landet, 700 km öster om huvudstaden Mexico City. Ramos Cubilete ligger 334 meter över havet och antalet invånare är 738.
Terrängen runt Ramos Cubilete är bergig åt nordost, men åt sydväst är den kuperad. Ramos Cubilete ligger nere i en dal. Runt Ramos Cubilete är det ganska tätbefolkat, med 70 invånare per kvadratkilometer. Närmaste större samhälle är Simojovel de Allende, 8,3 km sydost om Ramos Cubilete. I omgivningarna runt Ramos Cubilete växer i huvudsak städsegrön lövskog.